# Cupha decolorata
Cupha decolorata är en fjärilsart som beskrevs av Jinhaku Sonan 1926. Cupha decolorata ingår i släktet Cupha och familjen praktfjärilar. Inga underarter finns listade i Catalogue of Life.